# Heriades longicornis
Heriades longicornis là một loài Hymenoptera trong họ Megachilidae. Loài này được Friese mô tả khoa học năm 1915.